# День антифашистської боротьби
День антифашистської боротьби (хорв. Dan antifašističke borbe) — державне свято Республіки Хорватія, яке припадає на 22 червня.

## Історія
Святкується щороку 22 червня на згадку про створення цього дня в 1941 році Першого сисацького партизанського загону, який став першим антифашистським підрозділом у всій тодішній окупованій Югославії. Загін виник у лісі Брезовиця біля Сисака в день, коли нацистська Німеччина напала на Радянський Союз, порушивши пакт Ріббентропа-Молотова про ненапад між цими двома державами. У світлі тих нових обставин члени Комуністичної партії Хорватії (КПХ) в Сисаку відчули себе в небезпеці і відійшли до околиць міста — спочатку в село Жабно, а потім у ліс Брезовиця, де й заснували партизанський загін, який із перших днів зайнявся диверсіями, особливо на залізниці.
Загін тоді налічував 77 бійців на чолі з командиром Владом Яничем Цапо і політичним комісаром Маріяном Цветковичем. У складі загону був і покійний генерал хорватської армії Янко Бобетко. Оскільки більшість у ньому складали хорвати, то й воювали здебільшого на хорватській території. До кінця  Другої світової війни дожили тридцять вісім бійців.
Створення цього сисацького загону ознаменувало початок організованої національно-визвольної боротьби в Хорватії, в якій взяли активну участь понад 500 000 хорватських громадян. Близько 230 000 бійців із Хорватії воювали у підрозділах Народно-визвольної армії та партизанських загонів Югославії, невід'ємною частиною яких були Народно-визвольна армія та партизанські загони Хорватії. На території останньої було створено 52 бригади, 17 дивізій та 5 із 11 корпусів Народно-визвольної армії Югославії.
Окрім Сисацького партизанського загону, того дня, 22 червня 1941 року, в околицях Вргораця, на горі Радович в районі Солине, було також утворено партизанську групу, яку очолили комуністи: секретар Вргорацького муніципального комітету КПХ Йозо Мартинаць і кравець Дринко Толич. Спочатку в цій групі було понад 30 бійців, які в перші дні вправлялися зі зброєю та друкували антифашистські листівки і брошури. Незабаром після заснування цієї партизанської групи в районі Вргораця було створено ще дві такі групи.
Святкувати 22 червня як день антифашистської боротьби почали зі здобуттям хорватської незалежності 1991 року.

## Спірний момент
Історики, які займаються сучасною хорватською історією, дружно визнають той факт, що після нападу Німеччини на СРСР 22 червня 1941 року хорватські комуністи відійшли в глибоке підпілля і почали підготовку до збройної боротьби проти уряду НДХ та її міжнародних покровителів. Водночас вони дружно вказують на те, що фактично ніякого повстання відразу тоді не почалося.

## День антифашистської боротьби в СФРЮ
У колишній СФРЮ День антифашистської боротьби святкували 27 липня — що було також Днем повстання народу Хорватії — пов'язуючи це з подіями в Србі, хоча створення Сисацького загону відбулося більш ніж на місяць раніше.